# Schaffhouse-près-Seltz
Pour les articles homonymes, voir Schaffhouse (homonymie).
Schaffhouse-près-Seltz [ʃafuz pʁɛ sɛlts] est une commune française située dans la circonscription administrative du Bas-Rhin et, depuis le 1er janvier 2021, dans le territoire de la Collectivité européenne d'Alsace, en région Grand Est.
Cette commune se trouve dans la région historique et culturelle d'Alsace.
La ville de Schaffhouse-près-Seltz appartient au canton de Seltz et à l'arrondissement de Wissembourg.
Ses habitants sont appelés les Schaffhousois(es).

## Géographie
Schaffhouse est située au nord du Bas-Rhin, entre Seltz et Niederrœdern et à quelques minutes de la frontière allemande, à une altitude de 125 mètres environ.
|              | Wintzenbach            | Seltz |
| Niederrœdern | Schaffhouse-près-Seltz |       |
|              | Seltz                  | Seltz |

### Hydrographie
La commune est dans le bassin versant du Rhin au sein du bassin Rhin-Meuse. Elle est drainée par le ruisseau le Seltzbach et le ruisseau l'Eberbach,.
Le Seltzbach, d'une longueur de 33 km, prend sa source dans la commune de Gœrsdorf et se jette  dans la Sauer à Seltz, après avoir traversé 14 communes. Les caractéristiques hydrologiques du Seltzbach sont données par la station hydrologique située sur la commune de Niederrœdern. Le débit moyen mensuel est de 1,59 m3/s. Le débit moyen journalier maximum est de 80,5 m3/s, atteint lors de la crue du 12 mai 1970. Le débit instantané maximal est quant à lui de 102 m3/s, atteint le 1er mai 1970.

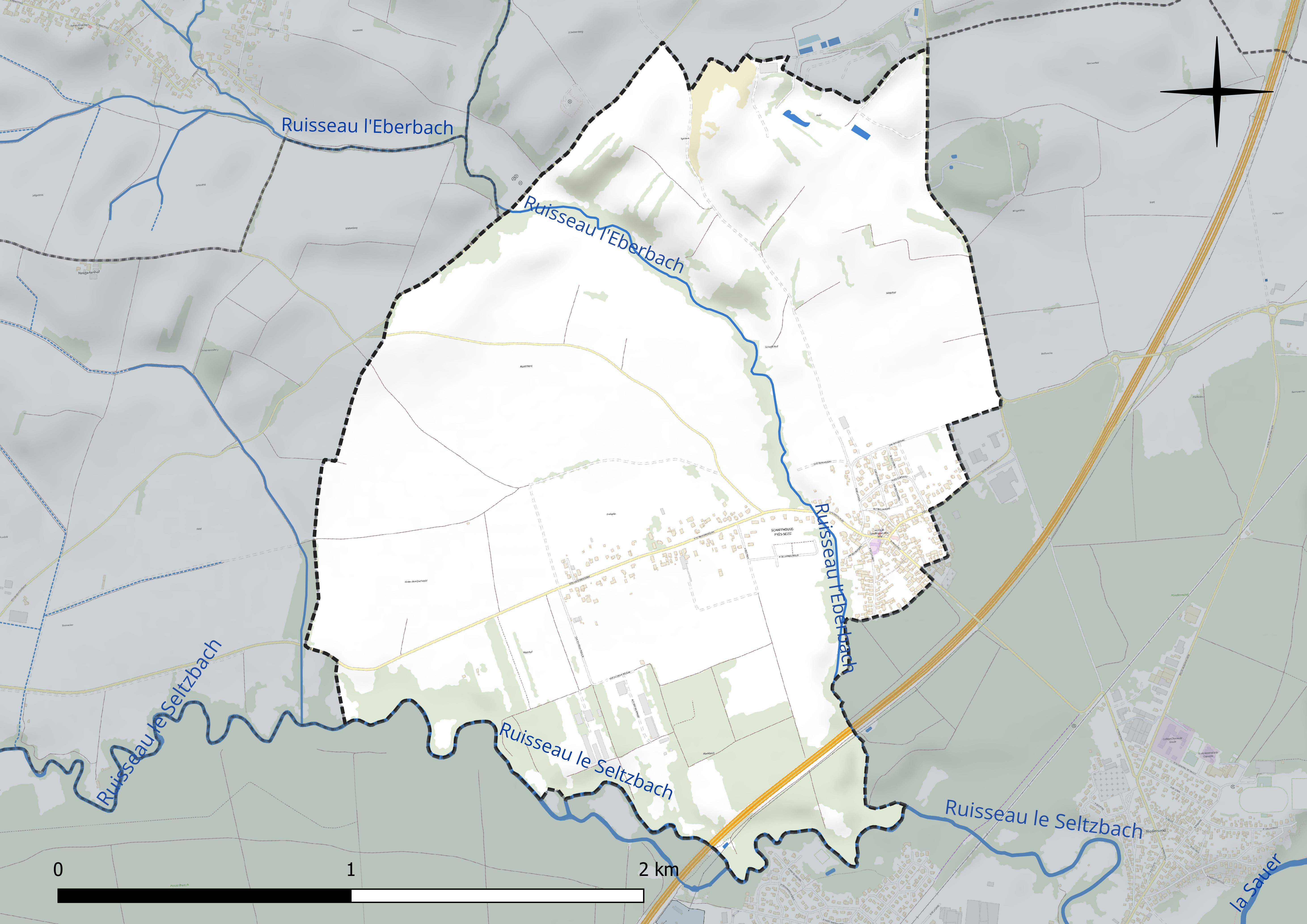
Réseau hydrographique de Schaffhouse-près-Seltz.

### Climat
Pour des articles plus généraux, voir Climat du Grand Est et Climat du Bas-Rhin.
En 2010, le climat de la commune est de type climat des marges montargnardes, selon une étude du Centre national de la recherche scientifique s'appuyant sur une série de données couvrant la période 1971-2000. En 2020, Météo-France publie une typologie des climats de la France métropolitaine dans laquelle la commune est exposée à un climat semi-continental et est dans la région climatique  Alsace, caractérisée par une pluviométrie faible, particulièrement en automne et en hiver, un été chaud et bien ensoleillé, une humidité de l’air basse au printemps et en été, des vents faibles et des brouillards fréquents en automne (25 à 30 jours). 
Pour la période 1971-2000, la température annuelle moyenne est de 10,7 °C, avec une amplitude thermique annuelle de 18 °C. Le cumul annuel moyen de précipitations est de 932 mm, avec 11,1 jours de précipitations en janvier et 10 jours en juillet. Pour la période 1991-2020, la température moyenne annuelle observée sur la station météorologique de Météo-France la plus proche, « Scheibenhard », sur la commune de Scheibenhard à 8 km à vol d'oiseau, est de 11,8 °C et le cumul annuel moyen de précipitations est de 739,0 mm. 
La température maximale relevée sur cette station est de 38,8 °C, atteinte le 7 août 2015 ; la température minimale est de −15,2 °C, atteinte le 11 janvier 2009,,. 
Les paramètres climatiques de la commune ont été estimés pour le milieu du siècle (2041-2070) selon différents scénarios d'émission de gaz à effet de serre à partir des nouvelles projections climatiques de référence DRIAS-2020. Ils sont consultables sur un site dédié publié par Météo-France en novembre 2022.

## Urbanisme

### Typologie
Au 1er janvier 2024, Schaffhouse-près-Seltz est catégorisée commune rurale à habitat dispersé, selon la nouvelle grille communale de densité à sept niveaux définie par l'Insee en 2022.
Elle est située hors unité urbaine et hors attraction des villes,.

### Occupation des sols
L'occupation des sols de la commune, telle qu'elle ressort de la base de données européenne d’occupation biophysique des sols Corine Land Cover (CLC), est marquée par l'importance des territoires agricoles (80,7 % en 2018), en diminution par rapport à 1990 (86,4 %). La répartition détaillée en 2018 est la suivante :  terres arables (52,9 %), zones agricoles hétérogènes (20,9 %), forêts (10 %), prairies (6,8 %), mines, décharges et chantiers (5,1 %), zones urbanisées (4,3 %). L'évolution de l’occupation des sols de la commune et de ses infrastructures peut être observée sur les différentes représentations cartographiques du territoire : la carte de Cassini (XVIIIe siècle), la carte d'état-major (1820-1866) et les cartes ou photos aériennes de l'IGN pour la période actuelle (1950 à aujourd'hui).

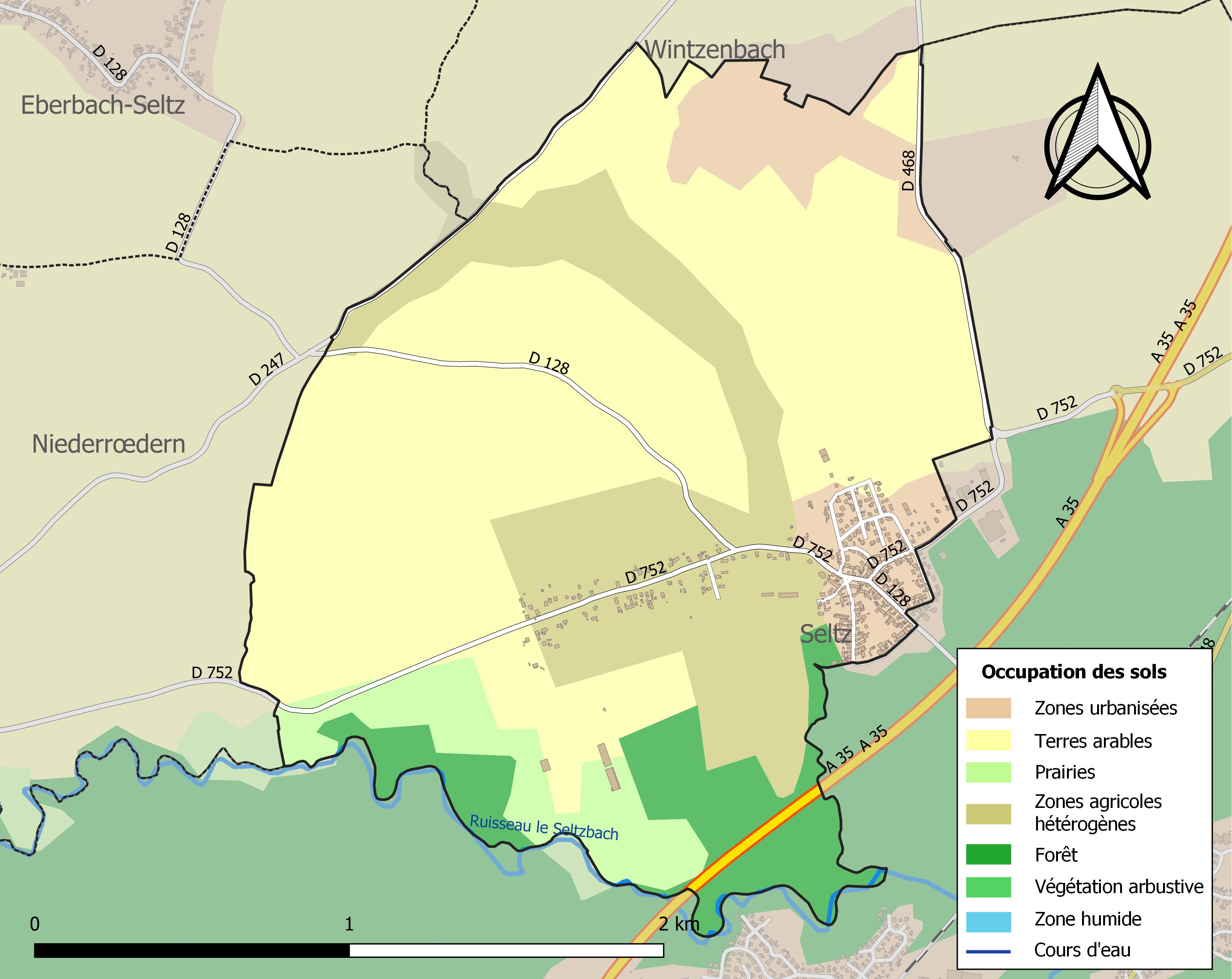
Carte des infrastructures et de l'occupation des sols de la commune en 2018 (CLC).

## Toponymie
- Schàffhöise en francique méridional. Schaffhausen en allemand.
- Schaffhausen (1793 et 1801).

Le nom du village a évolué à travers le temps, mais toujours avec une référence aux moutons : « Schafhof » (« cour, ferme des moutons ») latinisé en « villa ovinis », puis quand le village s'est agrandi, la ferme isolée devint un petit hameau composée de plusieurs maisons, « Hausen » en allemand. Le terme « Schaf » (en allemand) signifiant « mouton », le nom actuel du village se traduit par « maisons aux moutons » (au pluriel).
À noter que le village a un homonyme dans le même département du Bas-Rhin : Schaffhouse-sur-Zorn.

## Histoire

### Les origines
L'origine de la localité de Schaffhouse remonte aux premières années suivant la fin de la guerre de Trente Ans (1618-1648). En 1648, le traité de Westphalie fit échoir l'Alsace à la France. Et, au cours des dernières années du XVIIe siècle, le roi de France Louis XIV décréta l'édit de Défrichement (« Ausstockungsedikt ») : en effet, en raison de ces longues années de guerre, les champs étaient en friche et s'étaient partiellement transformés en forêt. L'édit en question devait inciter les « sans terre » à rendre arable des étendues laissées en friche, pour ensuite devenir propriétaires grâce au dit défrichement.
Les premières colonies furent très vraisemblablement favorisées et soutenues par les jésuites, qui occupaient à l'époque l'abbaye de Seltz. C'est probablement sur leur conseil que les premiers défricheurs élevaient des moutons -par manque de bovins- et les utilisaient pour le fumage des terres défrichées. La colonie prend tout naturellement le nom de « Schafhof » (« cour, ferme des moutons »), en référence au premier enclos à moutons qui se trouvait là où aujourd'hui se tient un bâtiment de ferme, à l'extrémité de la localité, sur le côté gauche de la route menant à Niederrœdern, près de l'Eberbaechel.
La première mention du « Schafhof » date d'un registre des baptêmes, dans lequel les prêtres jésuites l'appellent « villa ovilis » ou « ovina (vicina) ». D'après ce registre, les baptêmes ont lieu comme suit : 1695 = 1 ; 1669 = 2 ; 1700 = 1 ; 1701 = 7 ; 1702 = 0 ; 1703 = 7 ; 1704 = 2 ; 1705 = 3 ; 1708 = 1 ; 1709 = 1. De ce relevé, on peut déduire qu'en ces premiers temps le nombre d'habitants a vite augmenté.

### Seltz et Schaffhouse
Il convient de noter ici que le prince-électeur du Palatinat du Rhin, jusqu'ici suzerain des cantons de Hagenbach et de Seltz, ne reconnut pas la souveraineté française. La municipalité de Seltz penchait du côté français, tandis que les premiers colons de Schaffhouse étaient du côté palatin soutenaient beaucoup les Schaffhousiens dans leur combat contre la municipalité de Seltz.
C'est à cette circonstance qu'il faut aussi attribuer le fait que Schaffhouse fit son apparition dès 1718 en tant que commune autonome ayant le droit d'élire son propre maire. La commune se trouve certes sur le ban de Seltz, mais elle exerce tout de même  le droit de vaine pâture (« Weiderecht ») ainsi que le droit de coupe (« Holzrecht »), ce qui lui a également été autorisé par les fonctionnaires palatins en l'an 1718. Cependant, cet arrêt, qui empiète sur les droits de la ville de Seltz, fut plus tard modéré en ce que les habitants du « Schafhof » devraient se subordonner à la municipalité de Seltz.
Le 27 mars 1720 fut conclu un accord entre le séminaire, à la tête duquel se trouve le recteur Scheffmacher des jésuites strasbourgeois, et représenté par Peter Stackler, et la commune de Seltz, représentée par le maire Wolf, les conseillers municipaux Distelzweig, Meyer et Winkler, les citoyens Bauser, Ru, Rochius et Wallet, le secrétaire de mairie Gille en qualité de greffier, en présence des maires Glicken de Munchhausen et Rege de Niederrœdern en qualité de témoins, accord par lequel furent cédés aux Schaffhousiens les champs défrichés par eux pour un bail provisoire de 18 ans.
Ce bail provisoire doit être constamment renouvelé, dans la mesure où ils travaillent avec application les terres susdites, payent annuellement leur loyer et mènent une vie catholique digne. Mais ils n'ont le droit ni de vendre, ni d'échanger, ni d'hypothéquer ces terres ; ils n'ont le droit de les partager qu'avec l'assentiment du séminaire, sous peine de perdre le bail provisoire. De chaque arpent de champ, sans différence d'état, ils étaient tenus de livrer au séminaire annuellement - à la Saint Martin - 15 dm³ de blé, autant d'épeautre ainsi que de beaux fruits. Les gros dégâts, comme ceux liés à la grêle, restent exclus.
Pour chaque arpent de pâturage, ils devaient payer 6 schilling 8 pfennig. À travers cela fut établie une base solide entre Seltz et le nouveau Schaffhouse pour ce qui est des champs défrichés.
Mais pour ce qui est des forêts environnantes, il n'en allait pas aussi simplement. Il n'apparaît pas exclu que le chapitre et la municipalité de Seltz aient donné du bois de construction issu des forêts aux premiers Schaffhousiens afin qu'ils puissent construire leurs habitations, et ce sous la législation du prince-électeur du Palatinat. À l'époque, les Schaffhousiens semblaient pourtant être intervenus également de leurs propres mains dans les forêts laissées à l'abandon, ce qui pouvait bien rester impuni, vu que la corde (= 3 mètres cubes) de bois ne valait que 5 schillings. Jusqu'en l'an 1718, tout ce qui se rapporte aux forêts semble s'être déroulé en paix entre Schaffhouse et Seltz.
À partir de là commence un différend qui traversera le siècle tout entier. Au cours de l'année susdite naquit en effet un différend entre les bergers seltzois et schaffhousiens. En conséquence de cela, la municipalité de Seltz tenta de contester le droit d'exploitation de la forêt ("Waldrecht") et le droit de vaine pâture aux Schaffhousiens et de leur défendre de les exercer. C'est là que par un arrêté de l'administration de Seltz du 11 février 1718 est prise la décision que les Schaffhousiens, en commun avec les Seltzois, peuvent exercer de l'autre côté du Seltzbach le droit de vaine pâture et le droit d'exploitation de la forêt dans le respect des coutumes de Seltz. Par cette décision de justice, les Schaffhousiens voient leurs droits se réduire et en appellent à la chambre haute de Germersheim où, par un décret de 1725, les droits des Schaffhousiens se restreignent encore davantage.
Ce décret fut annulé -le 9 février 1729- par une résolution du gouvernement palatin à Mannheim : il fut décrété que la ville de Seltz devait s'accommoder des gens de Schaffhouse à l'amiable. À la suite de ce décret apparut le 23 avril 1731 un compromis entre la municipalité de Seltz et les Schaffhousiens. La municipalité de Seltz se détourne de l'opposition montée jusqu'alors et leur accorde le droit de vaine pâture et le droit de coupe. Les Schaffhousiens, afin de mettre un terme définitif à la querelle, s'imposent un impôt de 35 francs, payable annuellement à la caisse commune de Seltz.
Ce compromis fut totalement honoré jusqu'en l'an 1750, année au cours de laquelle se présentèrent de nouvelles grandes difficultés. Vers cette époque-là, les Schaffhousiens empiètent davantage sur les forêts. Un citoyen schaffhousien voit mis en gage ses animaux sur le pâturage ; beaucoup d'autres se voient confisquer leur hache lors de la coupe du bois. Une décision du 12 mai 1750 décrète la reddition des animaux confisqués et de outils, la municipalité de Seltz devant en payer le prix.

### Période révolutionnaire
Au 23 pluviôse an VIII (18 février 1800), l'administrateur des citoyens François Joseph Albénésius adresse une requête à l'administrateur du département du Bas-Rhin, lui demandant qu'en vertu de la loi du 22 novembre 1790 on en arrive à la délimitation d'un ban. Le 23 messidor an VIII (12 juillet 1800), le maire Heyd et l'adjoint Bonnert de Schaffhouse se plaignent auprès du sous-préfet présenta la requête des Schaffhousiens, leur avis est partagé. Les uns veulent octroyer aux Schaffhousiens un domaine pour la mise en pâture, mais à la condition d'une augmentation de l'impôt de 70 francs payé jusque-là ; d'autres veulent que pour cette affaire les Schaffhousiens s'adressent directement à Seltz, d'autres encore leur refuseraient le droit de vaine pâture, dont l'inspecteur des forêts Franck, qui pensait manifestement au dégât que la pratique de la pâture causerait à la jeune plantation.
Maintenant, le maire propose de donner aux Schaffhousiens un endroit pour la mise en pâture, vu que la stabulation n'est pas introduite, et d'augmenter quelque peu l'impôt de 70 francs, vu qu'il est trop bas. En outre, les Schaffhousiens devront discuter avec Seltz à l'amiable. Par la suite, les maires de Schaffhouse et Kesseldorf (Heyd et Gerber) adressent en commun une requête au sous-préfet à Wissembourg, afin d'être autorisés à porter plainte contre la commune de Seltz, commune qui veut diminuer les droits des pétitionnaires.
Le 23 pluviôse an X (12 février 1802), les trois représentants légaux, Graffenauer, Bremsinger et Momy rédigent un article, « discorde Schaffhouse-Seltz » et en arrivent à la conclusion : Schaffhouse et Kesseldorf peuvent être autorisées par l'administration à porter plainte contre Seltz à cause de la répartition des forêts et d'autres biens communaux. Le 23 ventôse an X (14 mars 1802), le sous-préfet fait parvenir le texte des trois représentants légaux au maire de Seltz. Celui-ci doit fixer une date pour une réunion de trois jours consacrée à l'étude de cette affaire.
Le 28 germinal an X (18 avril 1802), le conseil municipal de Seltz se réunit pour trois jours. Il tente d'infirmer ce que les trois représentants légaux ont mis en avant et en arrive à la conclusion que Schaffhouse n'a jamais fait partie de la commune de Seltz, ce pour quoi il ne lui reviendrait aucun droit. Les hautes instances doivent trouver moyen de réduire les prétentions non fondées de deux communes nées de gens étrangers et turbulents et de leur inculquer l'ordre et le respect de la propriété d'autrui, tout comme de leur refuser une bonne fois pour toutes ces pétitions constamment réchauffées.
Le 8 pluviôse an XI (28 janvier 1803), le préfet du département du Bas-Rhin décide que les Schaffhousiens ne seraient pas autorisés à accuser les Seltzois, afin de pouvoir reconquérir sereinement le droit de vaine pâture et le droit de coupe. Pourtant, le maire de Seltz doit laisser les Schaffhousiens jouir sereinement des droits établis dans l'accord de 1731, contre un impôt annuel de 70 francs. Si celui-ci n'était pas payé, alors le droit serait perdu.
Des vieilles personnes d'ici affirment à présent qu'au cours de la période révolutionnaire le maire avait manqué de payer l'impôt, ce qui a pour conséquence que les Schaffhousiens n'ont aujourd'hui plus de droit d'exploitation de la forêt.

### Dates importantes après la période révolutionnaire
- 1840-1850 : la route traversant le village a été construite.
- 1846 : l'école des garçons fut construite.
- 1852 : on transforma l'église ; avant, celle-ci était une piètre chapelle héritée des premières années du XVIIIe siècle.
- 1868 : l'école des filles fut construite.
- 1875 : le nouveau cimetière fut créé.
- 1894 : on recourut à l'édification d'un nouveau clocher, lequel fur pourvu trois ans après d'une nouvelle horloge.
- 1895 : une caisse d'épargne et de prêt est fondée, en reprenant le système Raiffeisen.

### Héraldique
| Blason de Schaffhouse-près-Seltz | Blason  | Taillé : au premier de gueules à l'épée basse d'argent, garnie d'or, posée en bande, mouvant de la partition, au second d'argent à la crosse abbatiale d'azur mouvant de la pointe. |
| Blason de Schaffhouse-près-Seltz | Détails | Le blason de Schaffhouse-près-Seltz rappelle saint Martin, patron du village. Il rappelle aussi l’ancienne abbaye de Seltz.                                                         |

## Politique et administration
| Période   | Période                   | Identité                                        | Étiquette | Qualité                                         |
| --------- | ------------------------- | ----------------------------------------------- | --------- | ----------------------------------------------- |
| mars 2001 | En cours (au 31 mai 2020) | Philippe Giraud, Réélu pour le mandat 2020-2026 |           | 4e vice-président de la CC de la Plaine du Rhin |

## Démographie
L'évolution du nombre d'habitants est connue à travers les recensements de la population effectués dans la commune depuis 1793. Pour les communes de moins de 10 000 habitants, une enquête de recensement portant sur toute la population est réalisée tous les cinq ans, les populations de référence des années intermédiaires étant quant à elles estimées par interpolation ou extrapolation. Pour la commune, le premier recensement exhaustif entrant dans le cadre du nouveau dispositif a été réalisé en 2004.

En 2022, la commune comptait 549 habitants, en évolution de −2,14 % par rapport à 2016 (Bas-Rhin : +3,17 %, France hors Mayotte : +2,11 %).
| 1793 | 1800 | 1806 | 1821 | 1831 | 1836 | 1841 | 1846 | 1851 |
| ---- | ---- | ---- | ---- | ---- | ---- | ---- | ---- | ---- |
| 250  | 350  | 356  | 543  | 600  | 547  | 523  | 533  | 540  |

| 1856 | 1861 | 1866 | 1871 | 1875 | 1880 | 1885 | 1890 | 1895 |
| ---- | ---- | ---- | ---- | ---- | ---- | ---- | ---- | ---- |
| 525  | 506  | 469  | 409  | 377  | 394  | 397  | 409  | 426  |

| 1900 | 1905 | 1910 | 1921 | 1926 | 1931 | 1936 | 1946 | 1954 |
| ---- | ---- | ---- | ---- | ---- | ---- | ---- | ---- | ---- |
| 399  | 398  | 400  | 348  | 359  | 377  | 360  | 287  | 287  |

| 1962 | 1968 | 1975 | 1982 | 1990 | 1999 | 2004 | 2006 | 2009 |
| ---- | ---- | ---- | ---- | ---- | ---- | ---- | ---- | ---- |
| 312  | 308  | 323  | 347  | 359  | 460  | 509  | 523  | 553  |

| 2014 | 2019 | 2022 | - | - | - | - | - | - |
| ---- | ---- | ---- | - | - | - | - | - | - |
| 563  | 553  | 549  | - | - | - | - | - | - |

En 2004, la commune comptait 184 ménages contre 164 en 1999, et le nombre moyen de personnes par ménage est 2,8.